# Ludwig Eid
Ludwig Eid (Obermoschel, 12 settembre 1865 – Monaco di Baviera, 21 ottobre 1936) è stato uno storico tedesco.

## Biografia
Nel 1883-85 frequentò il college di formazione per insegnanti cattolici a Spira, e in seguito lavorò come istruttore a Spira (1888-91) e Blieskastel (1891-95). Dal 1895 al 1903 lavorò come präparandenlehrer (insegnante di dottorato) a Rosenheim, dove fondò un museo di storia (1895) e si occupò degli archivi della città (dal 1900). Dal 1903 al 1909 fu insegnante di dottorato nella città di Eichstätt.
Proseguì la sua formazione presso l'Università di Heidelberg, studiando pedagogia, storia e lingua tedesca, e dal 1909 al 1929 fu direttore del collegio di formazione degli insegnanti cattolici di Spira.

## Opere principali
- Zur Wirthschaftsgeschichte des pfälzischen Westrichs, (1894).
- Der Hof- und Staatsdienst im ehemaligen Herzogtume Pfalz-Zweibrücken von 1444-1604, (1895).
- Marianne von der Leyen, geb. v. Dalberg, die "Große Reichsgräfin" des Westrichs, (1896).
- Wittelsbach auf Landsburg : ein Stück pfälzischer Geschichte, (1905).
- Aus Alt-Rosenheim : ausgewählte Studien zur Geschichte und Volkskunde für Rosenheim und sein Inntal, (1906).
- Die gelehrten Gesellschaften der Pfalz, (1925).[3]